# Terrasse de Champagne
La terrasse de Champagne est une voie interne située dans le quartier de Bercy du 12e arrondissement de Paris.

## Situation et accès
La terrasse de Champagne est accessible par la ligne de métro 14 à la station Cour Saint-Émilion.

## Origine du nom

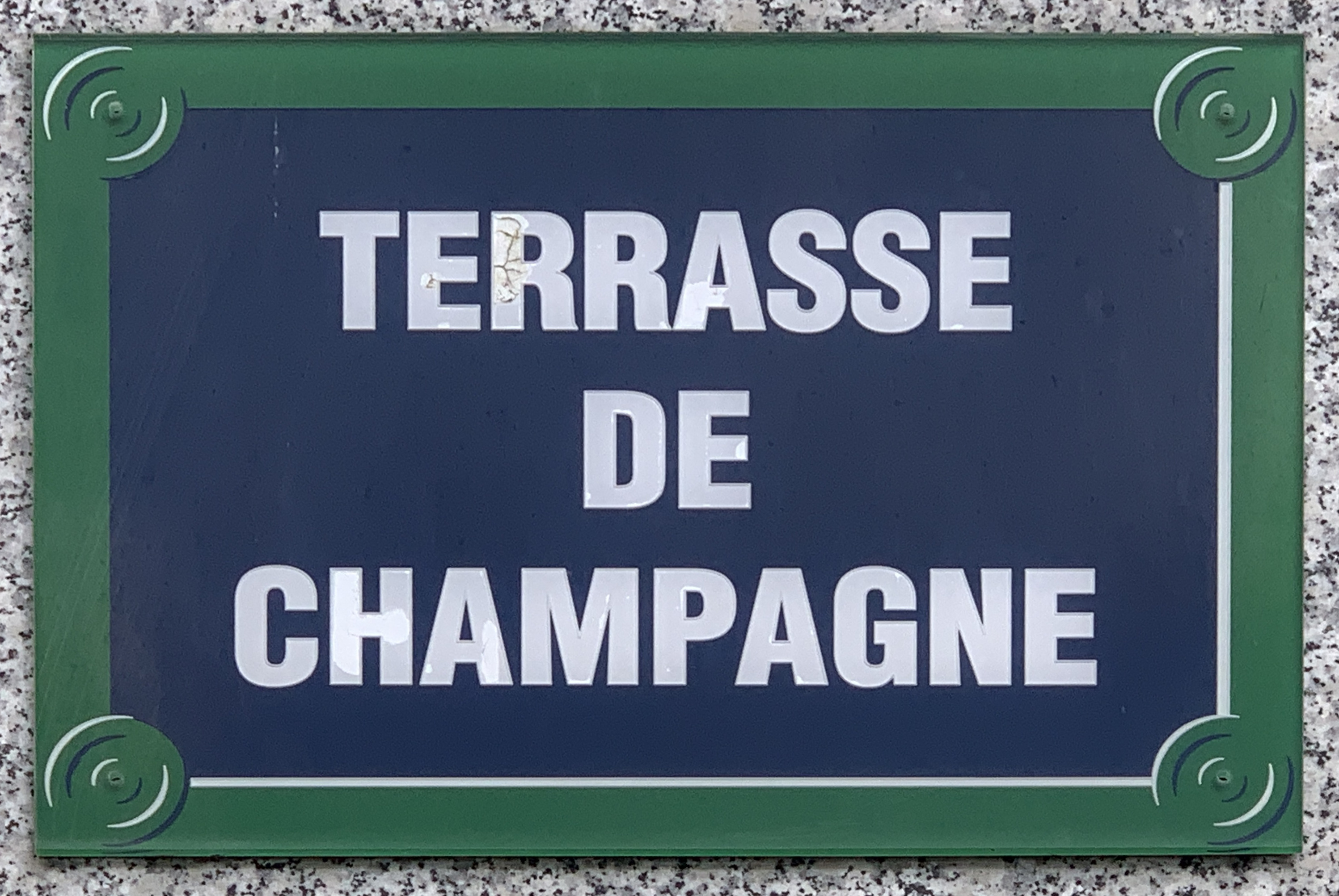
Plaque de la voie.

Elle tient son nom de la région viticole de Champagne en raison de sa localisation dans les anciennes halles à vin de Bercy.

## Histoire
Cette voie interne située dans le quartier international du vin et de l'alimentaire est issue de l'aménagement de ZAC de Bercy. 